# Viktor Goncharenko
Viktor Mikhaïlovitch Goncharenko (en russe : Виктор Михайлович Гончаренко) ou Viktar Mikhaïlavitch Hancharenka (en biélorusse : Віктар Міхайлавіч Ганчарэнка), né le 10 juin 1977 à Khoïniki (URSS), est un footballeur biélorusse ayant évolué au poste de défenseur entre 1994 et 2002 avant de se reconvertir comme entraîneur.
Après une carrière de joueur l'ayant notamment vu jouer sous les couleurs du BATE Borisov de 1998 à 2002, remportant par deux fois le championnat biélorusse en 1999 et 2002, Goncharenko prend la tête de l'équipe première du club en novembre 2007. Durant son mandat, qui s'étale sur un peu moins de six années jusqu'en octobre 2013, le club remporte le championnat biélorusse à six reprises ainsi qu'une coupe de Biélorussie en 2010. Son passage voit de plus le BATE atteindre la phase de groupes de la Ligue des champions par trois fois en 2008, 2011 et 2012. Partant par la suite pour la Russie, il entraîne brièvement les équipes du Kouban Krasnodar, l'Oural Iekaterinbourg et Oufa avant de diriger le CSKA Moscou pendant plus de quatre ans entre décembre 2016 et mars 2021 puis le FK Krasnodar entre avril 2021 et janvier 2022. Il fait son retour à la tête de l'Oural Iekaterinbourg en août 2022.

## Biographie

### Carrière de joueur
Natif de Khoïniki dans la RSS de Biélorussie, c'est dans cette ville que Goncharenko effectue sa formation avant d'intégrer l'équipe première du club local Strelitchevo en troisième division lors de la saison 1994-1995, à l'âge de 17 ans, jouant alors cinq matchs pour un but marqué. Il intègre ensuite en 1995 l'école république de la réserve olympique de Minsk (en russe : Республиканское училище олимпийского резерва, abrégé RUOR), qui constitue alors l'équipe réserve du MPKC Mazyr, qui fait partie des principales équipes de la première division biélorusse à cette époque. Il passe ainsi trois nouvelles saisons en troisième division, jouant 49 matchs et marquant 3 buts.
Il rejoint en 1998 l'équipe du BATE Borisov, récemment promue en première division, et y devient rapidement un titulaire régulier au sein de la défense du club, contribuant ainsi à la deuxième place du BATE en 1998 puis à sa victoire en championnat l'année suivante. Après ces deux premières saisons il devient cependant moins utilisé, étant même brièvement prêté en troisième division au RChVSM-Olimpia Minsk en 2000. Il subit en octobre 2002 une grave rupture du ligament croisé du genou gauche qui le force à mettre un terme à sa carrière à l'âge de 25 ans, tandis que le club parvient à remporter son deuxième titre de champion à l'issue de la saison.

### Carrière d'entraîneur

#### BATE Borisov (2004-2013)
Se mettant très vite à des études d'entraîneur, Goncharenko est nommé en 2004 à la tête de l'équipe réserve du BATE Borisov, occupant ce poste pendant deux ans avant d'être promu comme entraîneur adjoint d'Igor Kriushenko en 2007. Après le départ de ce dernier au Dinamo Minsk en novembre 2007, Goncharenko prend dans finalement sa place en tant qu'entraîneur principal à partir de la saison 2008.
Quelques mois après sa nomination, l'équipe parvient à atteindre la phase de groupes de la Ligue des champions, le BATE devenant la première équipe biélorusse à atteindre ce stade de la compétition tandis que Goncharenko devient l'entraîneur le plus jeune à atteindre cette phase, à l'âge de 31 ans et 99 jours, avant Julian Nagelsmann du TSG Hoffenheim en septembre 2018. Démarrant au premier tour de qualification, l'équipe a ainsi due passer trois tours, éliminant notamment le club belge du RSC Anderlecht puis l'équipe bulgare du Levski Sofia. Le BATE est par la suite tiré au sein d'un groupe relevé composé du Real Madrid, de la Juventus et du Zénith Saint-Pétersbourg, finissant finalement dernier avec trois matchs nuls et trois défaites. Dans le même temps, sur le plan domestique, le club parvient à remporter le championnat biélorusse pour la troisième fois d'affilée, ne concédant qu'une seule défaite cette saison-là sur la pelouse du Dinamo Minsk. Ces performances permettent à Goncharenko d'être classé dix-septième au classement du meilleur entraîneur mondial de club de l'IFFHS pour l'année 2008.
Il échoue à rééditer cet exploit la saison suivante, étant éliminé au troisième tour par l'équipe lettone du FK Ventspils avant d'être repêché en Ligue Europa où il parvient à vaincre les Bulgares du Litex Lovetch pour atteindre cette fois la phase de groupes de cette dernière compétition, devenant une nouvelle fois le premier club biélorusse à réaliser cette performance. Placé dans le groupe I avec l'AEK Athènes, le Benfica Lisbonne et Everton, le BATE atteint cette fois la troisième place, à la faveur notamment de deux victoires face à l'AEK et Everton, mais est éliminé de la compétition. La saison suivante est relativement similaire, le club sortant une nouvelle fois de la Ligue des champions au troisième tour face au FC Copenhague avant d'atteindre la phase de groupes de la Ligue Europa. Il parvient cette fois à atteindre la deuxième place d'une poule contenant notamment le Dynamo Kiev et l'AZ Alkmaar pour accéder aux seizièmes de finale, où il est cependant éliminé par le Paris Saint-Germain. Dans le même temps, le BATE effectue un doublé Coupe-Championnat en fin d'année 2010.
Les deux saisons qui suivent voient le club retrouver deux fois de suite la phase de groupe de la Ligue des champions, terminant une nouvelle fois quatrième en 2011 avant d'atteindre la troisième place en 2012, le BATE enregistrant à cette occasion deux victoires face au Bayern Munich et au Lille OSC pour retrouver la phase finale de la Ligue Europa, où il est cependant éliminé d'entrée par le Fenerbahçe au stade des seizièmes de finale. Il s'agît finalement de la dernière épopée européenne de Goncharenko, celui-ci quittant finalement le BATE en octobre 2013, à l'aube d'une sixième victoire de suite en championnat et après six années à la tête du club.

#### Départ pour la Russie (2013-2016)
Le même jour que son départ du BATE Borisov, Goncharenko s'engage avec l'équipe russe du Kouban Krasnodar dans le cadre d'un contrat de quatre ans et demi le 12 octobre 2013. Il amène notamment le club à une huitième place en championnat lors de la saison 2013-2014. Le 13 novembre 2014, alors que le Kouban se classe cinquième du championnat après treize journées, à un point de la deuxième position, Goncharenko est renvoyé de son poste de manière inattendue par la direction du club, qui estime alors que celui-ci est trop « doux » et pas assez « strict » avec ses joueurs, craignant un impact négatif sur les résultats par la suite. Engageant ensuite son compatriote Leonid Kuchuk, l'équipe termine finalement dixième, bien qu'atteignant la finale de la Coupe de Russie.
Il est par la suite engagé par l'Oural Iekaterinbourg en juin 2015 pour un contrat de trois ans. Il démissionne cependant de son poste après seulement six matchs dès le 25 août suivant, tandis que son contrat est formellement résilié le 1er septembre. Dans la foulée de ce départ, Goncharenko se voit dans un premier temps proposé le poste de vice-président du BATE Borisov, mais décide finalement de devenir adjoint de Leonid Sloutski au CSKA Moscou pour le reste de l'exercice 2015-2016, à l'issue duquel le club remporte le championnat russe. Il s'en va ensuite en juin 2016 pour s'engager à la tête du FK Oufa dans le cadre de la saison 2016-2017. Sous ses ordres, le club habitué à se battre pour son maintien parvient à se classer à la cinquième place au moment de la trêve hivernale et à se qualifier pour les quarts de finale de la Coupe de Russie.

#### CSKA Moscou (2016-2021)
Les performances de Goncharenko avec Oufa lui valent d'être appelé à la tête du CSKA Moscou au mois de décembre 2016 pour remplacer le démissionnaire Leonid Sloutski. Pour la fin de saison, il parvient à amener le club de la troisième à la deuxième place du classement, à sept points du Spartak Moscou qui termine champion. Ainsi qualifié pour la phase de groupes de la Ligue des champions, le CSKA termine troisième du groupe A et est repêché en Ligue Europa où il atteint le stade des quarts de finale, éliminant l'Étoile rouge de Belgrade et l'Olympique lyonnais avant d'être vaincu par Arsenal. En championnat le club termine une nouvelle fois deuxième, à deux points du Lokomotiv Moscou cette fois.
Confronté au départ à la retraite de plusieurs cadres tels que Sergueï Ignachevitch et Alexeï et Vassili Bérézoutski à la fin de cette dernière saison, Goncharenko entame une reconstruction de l'effectif autour de jeunes joueurs tels qu'Ivan Obliakov, Ilzat Akhmetov, Fiodor Chalov ou encore Nikola Vlašić lors de l'exercice 2018-2019. Le club échoue cependant en Ligue des champions, terminant quatrième de son groupe où il a malgré tout vaincu par deux fois le Real Madrid, triple tenant du titre. En championnat, l'équipe parvient à lutter se place pendant un temps dans la course pour une place en Ligue des champions, mais une forme vacillante lors des dernières journées la pousse à se contenter d'une quatrième position en fin d'exercice.
La saison suivante suit un schéma similaire, avec une nouvelle place au pied du podium tandis que le CSKA déçoit encore sur le plan continental avec une dernière place en phase de groupes de la Ligue Europa. Le deuxième semestre de 2020 s'avère là encore contrasté pour le club, qui finit dernier de son groupe pour la troisième année de suite en coupe d'Europe, mais se démarque comme un concurrent sérieux pour le titre de champion, occupant même la première position pendant un temps et se plaçant second au moment de la trêve hivernale. La reprise qui s'ensuit est cependant décevante, le CSKA n'enregistrant qu'une victoire en quatre matchs de championnat durant les premiers mois de 2021, ce qui amène finalement au départ de Goncharenko par consentement mutuel le 22 mars 2021, après plus de quatre années passées à la tête du club,.

#### Passage à Krasnodar et retour à Iekaterinbourg (depuis 2021)
Un peu plus de deux semaines après son départ du CSKA, Goncharenko s'engage en faveur du FK Krasnodar, équipe stagnant dans le milieu de classement malgré des ambitions de podium. Il place par la suite l'équipe à la dixième place du championnat. Après avoir amené le club en cinquième position à l'issue de la première partie de l'exercice 2021-2022, il est finalement démis de ses fonctions le 5 janvier 2022.
Le 15 août 2022, Goncharenko est nommé à la tête de l'Oural Iekaterinbourg, sept ans après son premier bref passage à l'été 2015.

## Palmarès

### Palmarès de joueur
BATE Borisov
- Champion de Biélorussie en 1999 et 2002.

### Palmarès d'entraîneur
BATE Borisov
- Champion de Biélorussie en 2008, 2009, 2010, 2011, 2012 et 2013.
- Vainqueur de la Coupe de Biélorussie en 2010.
- Vainqueur de la Supercoupe de Biélorussie en 2010, 2011 et 2013.

 CSKA Moscou
- Vice-champion de Russie en 2017 et 2018.
- Vainqueur de la Supercoupe de Russie en 2018.

Distinctions personnelles
- Entraîneur biélorusse de l'année en 2008, 2009, 2010, 2012, 2014, 2016, 2017 et 2018.
- 17e du classement IFFHS du meilleur entraîneur mondial de club de l'année en 2008.

## Statistiques

### Statistiques de joueur
| Saison                | Club                        | Championnat           | Championnat | Championnat | Coupe(s) nationale(s) | Coupe(s) nationale(s) | Compétition(s) continentale(s) | Compétition(s) continentale(s) | Compétition(s) continentale(s) | Total | Total |
| Saison                | Club                        | Division              | M.          | B.          | M.                    | B.                    | Comp.                          | M.                             | B.                             | M.    | B.    |
| 1994-1995             | Strelitchevo Khoïniki       | D3                    | 5           | 1           | -                     | -                     | -                              | -                              | -                              | 5     | 1     |
| Sous-total            | Sous-total                  | Sous-total            | 5           | 1           | -                     | -                     | -                              | -                              | -                              | 5     | 1     |
| 1995                  | MPKC-2 Minsk                | D3                    | 9           | 0           | -                     | -                     | -                              | -                              | -                              | 9     | 0     |
| 1996                  | MPKC-96 Minsk               | D3                    | 17          | 2           | -                     | -                     | -                              | -                              | -                              | 17    | 2     |
| 1997                  | RUOR Minsk                  | D3                    | 23          | 1           | -                     | -                     | -                              | -                              | -                              | 23    | 1     |
| Sous-total            | Sous-total                  | Sous-total            | 49          | 3           | -                     | -                     | -                              | -                              | -                              | 49    | 3     |
| 1998                  | BATE Borisov                | D1                    | 24          | 0           | 2                     | 0                     | -                              | -                              | -                              | 26    | 0     |
| 1999                  | BATE Borisov                | D1                    | 24          | 0           | 4                     | 0                     | C3                             | 1                              | 0                              | 29    | 0     |
| 2000                  | BATE Borisov                | D1                    | 13          | 1           | -                     | -                     | -                              | -                              | -                              | 13    | 1     |
| 2001                  | BATE Borisov                | D1                    | 14          | 0           | 2                     | 1                     | C3                             | 2                              | 0                              | 18    | 1     |
| 2002                  | BATE Borisov                | D1                    | 7           | 0           | 3                     | 0                     | -                              | -                              | -                              | 10    | 0     |
| Sous-total            | Sous-total                  | Sous-total            | 82          | 1           | 11                    | 1                     | -                              | 3                              | 0                              | 96    | 2     |
| 2000                  | RChVSM-Olimpia Minsk (prêt) | D3                    | 2           | 0           | -                     | -                     | -                              | -                              | -                              | 2     | 0     |
| Total sur la carrière | Total sur la carrière       | Total sur la carrière | 138         | 5           | 11                    | 1                     | -                              | 3                              | 0                              | 152   | 6     |

### Statistiques d'entraîneur
| BATE Borisov         | 13 novembre 2007 | 12 octobre 2013    | 276 | 161 | 65  | 50  | 58,3 |
| Kouban Krasnodar     | 12 octobre 2013  | 13 novembre 2014   | 39  | 17  | 12  | 10  | 43,6 |
| Oural Iekaterinbourg | 14 juin 2015     | 1er septembre 2015 | 6   | 1   | 2   | 3   | 16,7 |
| FK Oufa              | 6 juin 2016      | 12 décembre 2016   | 19  | 7   | 6   | 6   | 36,8 |
| CSKA Moscou          | 12 décembre 2016 | 22 mars 2021       | 167 | 83  | 38  | 46  | 49,7 |
| FK Krasnodar         | 6 avril 2021     | 5 janvier 2022     | 25  | 11  | 5   | 9   | 44,0 |
| Oural Iekaterinbourg | 15 août 2022     | en cours           | 38  | 17  | 8   | 13  | 44,7 |
| Total                | Total            | Total              | 560 | 297 | 135 | 137 | 53,0 |